# Der lange Tod des Stuntman Cameron
Der lange Tod des Stuntman Cameron ist eine US-amerikanische Actionkomödie aus dem Jahr 1980 von Richard Rush, nach einem Roman von Paul Brodeur.

## Handlung
Der Vietnamveteran Cameron ist auf der Flucht vor der Polizei. Versehentlich gerät er in ein Filmset, auf dem der Regisseur Eli Cross einen Kriegsfilm dreht. Cameron verursacht unabsichtlich den tödlichen Unfall eines Stuntmans. Cross willigt ein, den Flüchtling vor der Polizei zu verstecken, wenn Cameron für den toten Stuntman einspringt.
Bald schon hegt Cameron den Verdacht, dass der exzentrische Regisseur ihn nur für extrem gefährliche Szenen einsetzt. Bei einem Gespräch in einer Bar mit einem angetrunkenen Mitarbeiter des Films erfährt er, dass Cross während des tödlichen Unfalls des Stuntmans das Leben eines Hubschrauberpiloten aufs Spiel gesetzt hat, nur um die Szene filmen zu können. Cameron begegnet der Hauptdarstellerin des Films, Nina Franklin, und verliebt sich in sie. Zu seinem Befremden erfährt er, dass sie und Cross eine Affäre hatten, bevor er auftauchte.
Cross wird immer exzentrischer und tyrannischer. Als Ninas Eltern zu Besuch ans Set kommen, sollen ihnen Aufnahmen ihrer Tochter vorgeführt werden. Dabei bekommen sie eine Sexszene zu sehen. Cross wartet den nächsten Tag ab, an dem Nina eine Trauerszene zu drehen hat. Er erzählt ihr von dem Vorfall, Nina bricht in Tränen aus, was die gewünschte Emotion für die Szene ist.
Am letzten Drehtag soll ein schwieriger Stunt gedreht werden, bei dem Cameron einen Oldtimer von einer Brücke stürzen soll. Auch Nina muss noch zwei Szenen abdrehen. Cameron ist der Überzeugung, dass Cross seine Stuntszene so manipulieren werde, dass er zu Tode kommt. Er versucht, Nina dazu zu bringen, mit ihm fortzugehen. Doch das ist unmöglich, da die Polizei, von Cross benachrichtigt, das Filmset abgeriegelt hat. Dennoch verspricht Nina Cameron, mit ihm zu flüchten und versteckt sich im Kofferraum des Duesenbergs.
Cross erklärt, dass der Oldtimer das einzige zur Verfügung stehende Modell sei, daher dürfe die Szene auf keinen Fall unterbrochen werden. Cameron, ängstlich und der Panik nahe, startet den Oldtimer zu früh, so dass die Filmcrew gezwungen ist, sofort mit dem Dreh zu beginnen. Als Cameron die Brücke erreicht, glaubt er, dass seine Flucht gelungen sei und schaltet die Kamera aus, die das Innere des Wagens aufnimmt. Doch ein Filmtechniker lässt einen der Reifen platzen, was den Wagen unkontrollierbar macht. Der Wagen schleudert und stürzt von der Brücke ins Wasser. Als der Duesenberg zu sinken beginnt, klettert Cameron auf den Rücksitz, um Nina aus dem Kofferraum zu befreien. Der Kofferraum ist jedoch leer. Cameron erkennt, dass Nina neben Cross auf der Brücke steht und die Szene verfolgt.
Cameron schwimmt zum Ufer und wird von Cross aus dem Wasser geholt, was ihn zur Überzeugung bringt, dass sein Leben nie in Gefahr gewesen sei. Er fordert die zugesicherten 1000 Dollar ein, die er für seine Arbeit erhalten sollte, doch Cross lacht ihn aus und sagt, dass der Stunt nur 750 Dollar wert gewesen sei. Der wütende Cameron schimpft dem in einem Hubschrauber abfliegenden Regisseur hinterher.

## Kritiken
„Ein Film, der auf überraschende Weise das Medium reflektiert und dabei in bestem Sinn unterhält; zugleich macht er die Herstellung eines Films ein wenig transparent.“

„Ein böses, sarkastisches und actionreiches Vergnügen.“

„[…] Kultklassiker, in dem Realität und Fantasie bis zur letzten Szene aufreizend doppeldeutig bleiben.“

„[…] aggressiv eigenartige, existenzialistische Actionkomödie.“

„Das Beste an dem Film ist sein Mut zur Anmaßung. Dies mag ein vages Lob sein, ist es aber nicht. "The Stunt Man" ist nicht so sehr angeberisch in seiner Schlussfolgerung falscher Raffinesse, als vielmehr erfrischend: Der Film unterhält mit seinen Ideen und seiner unerwarteten Fähigkeit, schnell, locker und lustig mit ihnen zu spielen. Es ist erfrischend, einen Film zu sehen, der Ideen liefert an Stelle von dauernder Autocrashes.“

## Auszeichnungen
- Gewinn
  - 1980: Grand Prix of the Americas beim World Film Festival in Montréal, Kanada
  - 1981: Golden Globe für Dominic Frontiere in der Kategorie Beste Filmmusik
  - 1981: NSFC Award für Peter O’Toole in der Kategorie Bester Hauptdarsteller

- Nominierung
  - 1981: Oscarnominierungen in den Kategorien Beste Regie (Richard Rush), Bester Hauptdarsteller (Peter O’Toole) und Bestes adaptiertes Drehbuch (Richard Rush und Lawrence B. Marcus)
  - 1981: Nominierungen für den Golden Globe in den Kategorien Bester Film – Drama, Beste Regie, Bester Hauptdarsteller – Drama, Bestes Filmdrehbuch und Bester Nachwuchsdarsteller (Steve Railsback)
  - 1981: DGA-Award der Directors Guild of America
  - 1981: WGA-Award der Writers Guild of America

## Hintergrund
- Die Premiere fand am 28. Juni 1980 in Seattle statt. In Deutschland erschien er erstmals am 23. Juli 1981 in den Kinos.

- Rush, der sich die Filmrechte gesichert hatte, begann mit den Dreharbeiten als unabhängiger Produzent schon 1978. Seine Suche nach einer Vertriebsgesellschaft gestaltete sich schwierig. Erst nach der erfolgreichen Premiere in Seattle und der Preisverleihung in Montréal entschloss sich die 20th Century Fox, den Film in den Vertrieb zu nehmen. Der Film startete in einer kleinen Anzahl von Kinos vor wenig Publikum. Nach den Oscar-Nominierungen versprach die Vertriebsgesellschaft, den Film in weiteren Kinos zu zeigen. Jedoch bekamen nur drei weitere Kinos Kopien, so dass der Film auf Grund mangelnden Besucherinteresses schnell aus den Programmen verschwand.[6]

- Der im Film tödlich verunglückte Stuntman Lucky wurde von Steve Railsbacks Bruder Michael gespielt. Eine kleine Nebenrolle spielte James Avery, der hier zum zweiten Mal vor der Kamera stand.

- Der Film wurde zu einem Großteil im und um das Luxushotel Hotel del Coronado, kurz The Del genannt, auf der Halbinsel Coronado (Kalifornien) an der Bucht von San Diego gedreht. Das Hotel war auch schon mehrmals als Drehort benutzt worden, zum Beispiel für den Billy-Wilder-Film „Manche mögen’s heiß“ (Originaltitel: „Some Like It Hot“).